# Tjelikvattnet
Tjelikvattnet är en sjö i Strömsunds kommun i Jämtland och ingår i Ångermanälvens huvudavrinningsområde. Sjön har en area på 0,438 kvadratkilometer och ligger 578,1 meter över havet. Tjelikvattnet ligger i Frostvikenfjällen Natura 2000-område.

## Delavrinningsområde
Tjelikvattnet ingår i det delavrinningsområde (716342-144829) som SMHI kallar för Utloppet av Tjelikvattnet. Medelhöjden är 660 meter över havet och ytan är 9,23 kvadratkilometer. Det finns inga avrinningsområden uppströms utan avrinningsområdet är högsta punkten. Vattendraget som avvattnar avrinningsområdet har biflödesordning 5, vilket innebär att vattnet flödar genom totalt 5 vattendrag innan det når havet efter 290 kilometer. Avrinningsområdet består mestadels av skog (76 procent) och kalfjäll (17 procent). Avrinningsområdet har 0,68 kvadratkilometer vattenytor vilket ger det en sjöprocent på 7,3 procent.